# Dusch das

Produktlogo

Dusch das ist eine Kosmetikmarke des Konzerns Unilever. Unter dem Markennamen wurden lange Zeit nur Duschgels angeboten, später wurde das Sortiment auf Deodorants, Flüssigseifen und Bodylotions erweitert.

## Geschichte
Mit dem Duschgel „First Soap on a Rope“ (englisch „Erste Seife an einer Kordel“) wurde 1973 das erste Produkt angeboten. Der Name rührte von der speziellen Flasche her, an der eine Kordel befestigt war. Bis 1979 folgten weitere Variationen. 1998 wurden saisonale Sondereditionen herausgebracht. Nach einer Veränderung der Rezeptur und einer Modernisierung des Designs der Verpackungen im Folgejahr wurde 2003 das Sortiment erweitert. Fortan sind neben den bis dato 13 unterschiedlichen Varianten an Duschgels, auch Deodorants, Flüssigseifen und Bodylotions unter dem Markennamen erhältlich.
Im Sommer 2005 wurden die Deodorants durch ein Roll-on-Sortiment ergänzt, das auch im gleichen Jahr den deutschen Verpackungsdesignpreis 2005 gewann. 2008 errang Dusch das die Auszeichnung „Top-Marke 2009“ die von der Lebensmittel Zeitung vergeben wird; im Jahr 2011 konnte dieser Erfolg wiederholt werden.

## Mogelpackung
Im Jahr 2023 wurde die Duschgel Verpackung „neu“ und „nachhaltiger“ designed. Für den Kunden ergab sich daraus ein höherer Preis und statt 250 g Inhalt nur noch 225 g je Packung.